# Kobiety w ogrodzie
Kobiety w ogrodzie (fr. Femmes au jardin) – obraz Claude’a Moneta, namalowany w latach 1866–1867. Jest to wczesne arcydzieło artysty, zaliczane do obrazów rozpoczynających epokę impresjonizmu.
Obraz prawdopodobnie w całości powstał w plenerze, na co wskazuje technika jego wykonania. Później dokonano w nim jedynie niewielkich poprawek, nanoszonych na wyschniętą farbę. Aby poprawnie odtworzyć grę świateł i cieni wśród listowia drzew ukazanych w górnej części obrazu, Monet podczas malowania ustawił sztalugi w rowie wykopanym w ziemi. Podobnie jak w kilku innych dziełach Monet bardzo starannie ukazał szczegóły kobiecych strojów, w czym pomagała mu dobra znajomość ówczesnej mody.
Do płótna pozowała Monetowi Camille Doncieux, którą poślubił w 1870 roku. Obrazowi zarzucano brak relacji między przedstawionymi postaciami, co było jedną z przyczyn odrzucenia go przez jury Salonu paryskiego w roku 1867.